# Arthur Golden
Arthur Golden (* 6. Dezember 1956 in Chattanooga, Tennessee) ist ein US-amerikanischer Schriftsteller.
Arthur Golden studierte an der Harvard University Kunstgeschichte mit dem Schwerpunkt japanische Kultur. Anschließend verbrachte er mehrere Jahre in Japan. An dem 1997 erschienenen Roman Die Geisha – seinem ersten Buch – hatte er fast zehn Jahre lang gearbeitet. Bei seinen Recherchen wurde Golden von einer echten Geisha, Mineko Iwasaki, unterstützt. Mit der Darstellung ihrer Rolle als Geisha, insbesondere in Zusammenhang mit der Nennung ihres vollen Namens, war Frau Iwasaki nicht einverstanden. Sie verklagte Golden – vergeblich – wegen Rufschädigung auf 10 Millionen US-Dollar Schadensersatz.
Golden lebt mit seiner Frau und seinen zwei Kindern in Massachusetts.

## Belege
1. ↑  Die Rache der Geisha Abgerufen am 15. März 2021.

| Personendaten    | Personendaten                    |
| ---------------- | -------------------------------- |
| NAME             | Golden, Arthur                   |
| KURZBESCHREIBUNG | US-amerikanischer Schriftsteller |
| GEBURTSDATUM     | 6. Dezember 1956                 |
| GEBURTSORT       | Chattanooga, Tennessee, USA      |